# Dressed to Kill (1980)
Dressed to Kill is een film uit 1980 onder regie van Brian De Palma.

## Verhaal
Kate Miller is een gefrustreerde moeder op seksueel gebied. Ze bezoekt daarom ook dokter Elliott, een psychiater.
Als Katie Miller een museum met schilderijen bezoekt, wordt ze achtervolgd door een mysterieuze man. Hij lokt haar een taxi in en bedrijft de liefde met haar in een hotel. Als ze weer terug naar huis wil, wordt ze vermoord met een scheermes door een mysterieus persoon.
Liz Blake, een prostituee, is getuige van de moord en wordt zowel de hoofdverdachte als het volgende mikpunt van de moordenaar. Als de politie haar niet gelooft, vormt ze een team samen met Katies zoon om de psychopaat te vinden.

## Rolverdeling
| Acteur            | Personage             |
| ----------------- | --------------------- |
| Michael Caine     | Dokter Robert Elliott |
| Angie Dickinson   | Kate Miller           |
| Nancy Allen       | Liz Blake             |
| Keith Gordon      | Peter Miller          |
| Dennis Franz      | Detective Marino      |
| David Margulies   | Dokter Levy           |
| Anneka Di Lorenzo | Verpleegster          |